# André Magnus Ekoumou
André Magnus Ekoumou est un haut fonctionnaire et diplomate camerounais. 
Depuis 2020, il est ambassadeur de la République du Cameroun auprès de la République française à Paris.

## Biographie

### Enfance, éducation et débuts
André-Magnus Ekoumou est titulaire d'un doctorat en droit public.

### Carrière
Il a travaillé au secrétariat général à la présidence du Cameroun à Yaoundé.
Il est nommé ambassadeur du Cameroun en France le 30 juin 2020,, en remplacement de Alfred Nguini,,. Il reçoit des personnalités en lien avec le Cameroun,. Il décore à titre posthume le journaliste Amobé Mévégué. En juin 2023, il reçoit le roi des Bamouns, Nabil Mbombo Njoya.